# Diamonds & Rust
| Recensione                        | Giudizio    |
| --------------------------------- | ----------- |
| AllMusic                          | [ 2 ]       |
| Robert Christgau                  | C           |
| The New Rolling Stone Album Guide | [ 4 ]       |
| Sputnikmusic                      | 3.3 (Great) |

Diamonds & Rust è un album in studio della cantante statunitense Joan Baez, pubblicato nell'aprile del 1975. Il disco è costituito principalmente da cover.

## Tracce
Lato A
1. Diamonds & Rust – 4:44 (Joan Baez)
2. Fountain of Sorrow – 4:31 (Jackson Browne)
3. Never Dreamed You'd Leave in Summer – 2:45 (Stevie Wonder, Syreeta Wright)
4. Children and All That Jazz – 3:07 (Joan Baez)
5. Simple Twist of Fate – 4:46 (Bob Dylan)

Lato B
1. Blue Sky – 2:54 (Dickey Betts)
2. Hello in There – 3:04 (John Prine)
3. Jesse – 4:28 (Janis Ian)
4. Winds of the Old Days – 3:53 (Joan Baez)
5. Dida – 3:20 (Joan Baez) – Duetto con Joni Mitchell
6. Medley – 4:13

## Formazione
- Joan Baez - voce, chitarra acustica, sintetizzatore, ARP
- Hampton Hawes - pianoforte
- Max Bennett - basso
- John Guerin - batteria
- Larry Carlton - chitarra elettrica
- Malcolm Cecil - sintetizzatore
- Red Rhodes - pedal steel guitar
- Larry Knechtel - pianoforte
- Dean Parks - chitarra acustica, chitarra elettrica
- Joe Sample - pianoforte, Fender Rhodes, organo Hammond
- Reinie Press - basso
- Rick Lotempio - chitarra elettrica
- David Paich - pianoforte, clavicembalo
- Wilton Felder - basso
- Jim Gordon - batteria, percussioni
- Isabelle Daskoff - viola
- Carl LaMagna - violino
- Ray Kelley - violino
- Sidney Sharp - violino
- William Kurasch - violino
- Robert Konrad - violino
- Ronald Folsom - violino
- William Hymanson - violino
- James Getzoff - violino
- Tibor Zelig - violino
- Robert Ostrowsky - violino
- Ollie Mitchell - tromba
- Buck Monari - tromba
- Jim Horn - sax

Note aggiuntive
- David Kershenbaum e Joan Baez - produttori (per JCB Productions)
- Bernard Gelb - produttore esecutivo
- Registrazioni effettuate al A&M Studios A, B & D di Hollywood, California il 21-24 gennaio 1975
- Rick Ruggieri - ingegnere delle registrazioni e dei mixaggi (eccetto il brano Dida)
- Ellis Sorkin - assistente ingegnere delle registrazioni
- Henry Lewy - ingegnere delle registrazioni e del mixaggio (solo nel brano: Dida)
- Sintetizzatori registrati il 28 gennaio al Cecil & Margouleff
- Strumenti ad arco e pedal steel registrati in sovraincisioni il 29 gennaio al Wally Heider Studio #4
- Strumenti ad arco e pedal steel remixati l'11-15 febbraio al Sound Labs ed il 19-22 febbraio al Producers Workshop
- Masterizzato il 27 febbraio al Mastering Lab.
- Mike Reese - ingegnere della masterizzazione
- Bob Cato - designer
- Irene Harris - fotografie
- Malcolm Cecil e Bob Margouleff - programmatori moog e sintetizzatori ARP[6]